# Sandy Sánchez
Sandy Sánchez, né le 24 mai 1994 à Manatí, est un footballeur international cubain jouant au poste de gardien de but au Atlético Pantoja.

## Biographie

### En sélection
En juin 2019, il est retenu par le sélectionneur Raúl Mederos afin de participer à la Gold Cup organisée aux États-Unis, en Jamaïque et au Costa Rica.